# Echinozone aries
Echinozone aries är en kräftdjursart som först beskrevs av Vanhoeffen 1914.  Echinozone aries ingår i släktet Echinozone och familjen Munnopsidae. Inga underarter finns listade i Catalogue of Life.